# Макарио (стадион)
Макарио (греч. Μακάριο στάδιο) — многоцелевой стадион местного значения, предназначенный для использования многими видами спорта. Расположен в районе Македоница, Никосия, Кипр. Был самой большой и главной спортивной ареной столицы до строительства нового стадиона ГСП в 1999 году. В настоящее время в основном используется для футбольных матчей и является домашним стадионом Дигенис Акритас из города Морфу. Вместительность стадиона - 16000 сидячих мест. Игровое поле окружено беговой дорожкой и может быть оборудована системами слежения. Кроме корпоративных боксов и пресс-центра, на стадионе нет крыши для зрителей.
Стадион расположен в пригороде Никосии Македоница неподалёку от площадки Кипрской государственной ярмарки, парковка стадиона и ярмарки общая.
За время своего существования Макарио служил домашней ареной для ряда команд Никосии, таких как ФК «Омония», ФК «АПОЕЛ» и ФК «Олимпиакос» Никосия. Также на нём игрались матчи кипрской национальной сборной. Ныне большинство команд переехало на Нео ГСП.
Стадион Макарио был построен в 1978 году и назван в честь Макария III, этнарха Кипра, архиепископа и первого президента. На стадионе много раз разыгрывались финальные матчи Кубка Кипра, Суперкубка Кипра, а также стадион был главной ареной для Игр малых государств Европы 1989 года.